# Rajski ptak (film)
Rajski ptak – polski melodramat z 1987 roku w reżyserii Marka Nowickiego. Zdjęcia kręcono w Warszawie.

## Fabuła
Ania, młoda i atrakcyjna miłośniczka jazdy konnej, na jednej z dyskotek poznaje Jurka – studenta medycyny. Bardzo szybko, z inicjatywy Ani, dochodzi pomiędzy nimi do sytuacji intymnej, która dla dziewczyny jest pierwszym doświadczeniem seksualnym. Mija kilka miesięcy. Jurek, pozbawiony lokum, poszukuje pokoju. W studenckiej agencji otrzymuje ofertę wynajmu pokoju w zamian za opiekę nad niepełnosprawną osobą. Jak się okazuje jest nią Ania, która po upadku z konia jest osobą sparaliżowaną, korzystającą z wózka inwalidzkiego i wymagającą stałej opieki. Jurek – atrakcyjny młodzieniec, cieszący się powodzeniem wśród dziewczyn i posiadający piękną i dobrze sytuowaną narzeczoną, szybko zakochuje się w pięknej i inteligentnej Ani. Robi wszystko aby jej pomóc – konsultuje się ze swoim akademickim nauczycielem, zabiera ją na spotkanie z bioenergoterapeutą Harrisem. Zaniedbuje dla niej swoją karierę zawodową (traci propozycję objęcia asystentury na akademii medycznej), a jego związek z atrakcyjną narzeczoną lega w gruzach. Ania jest wprawdzie sparaliżowana, jednak z punktu widzenia medycyny nic nie stoi na przeszkodzie, aby mogła chodzić – twierdzą tak zarówno profesor-ortopeda jak i wiejski kręgarz. Pewnego dnia Ania, pod wpływem uczucia do Jurka zaczyna jednak chodzić.  

## Obsada
- Marta Klubowicz – Anka
- Artur Dziurman – Jurek
- Anna Majcher – Monika (narzeczona Jurka)
- Katarzyna Miernicka – pielęgniarka Agata
- Wojciech Starostecki – „Rudy” (kolega Jurka ze studiów)
- Andrzej Żółkiewski – Józek
- Wiesława Mazurkiewicz – pani Maria, sąsiadka Anki
- Andrzej Szczepkowski – profesor (nestor Jurka)
- Małgorzata Ostrowska – Kryśka, przyjaciółka Anki
- Zbigniew Buczkowski – kierowca wiozący Ankę na spotkanie z Harrisem
- Teodor Gendera – kręgarz
- Andrzej Grąziewicz – trener jazdy konnej
- Michał Juszczakiewicz – radiesteta
- Andrzej Kopiczyński – ojciec Anki
- Zdzisław Wardejn – bioenergoterapeuta
- Ewa Milde – gospodyni Jurka
- Jacek Domański – gość na urodzinach Anki
- Andrzej Ferenc – chłopak pomagający niepełnosprawnemu
- Jerzy Gudejko – lekarz, kierownik ośrodka zdrowia
- Monika Świtaj – barmanka na dyskotece